# Henry Daglish
Henry Daglish (Ballarat, 18 november 1866 – Perth, 16 augustus 1920) was de zesde premier van West-Australië.

## Vroege jaren
Daglish werd geboren in 1866 in de Australische deelstaat Victoria. Zijn vader was William Daglish, een machinist, en zijn moeder Mary Ann James. Daglish liep school in Geelong en ging vervolgens in de leer als technicus in de metaalfabriek Humble & Nicholson.
Op 28 juli 1883 werd Daglish klerk bij de politiediensten. Hij was geheelonthouder, beschermeling van Samuel Mauger in de matigingsbeweging en in de arbeidersbeweging geïnteresseerd.
Daglish huwde op 20 augustus 1894 te Carlton in Melbourne met Edith Bishop. Ze kregen samen twee kinderen.
In juni 1895 was Daglish tijdelijk secretaris van de 'United Public Service Association'. In september dat jaar begon hij een eigen zaak. Het jaar daarop deed hij met een radicaal programma mee aan een tussentijdse verkiezing in South Melbourne.

## West-Australië
In 1896 vervoegde Daglish de West-Australische politiediensten. Hij vestigde zich in Subiaco en ging in de lokale politiek. Daglish werd gemeenteraadslid in 1900 en was burgemeester van 1903 tot 1904 en van 1906 tot 1907.
Daglish werd lid van de 'Subiaco Political Labor League' en nam in 1901 deel aan de deelstaatverkiezingen. Hij behaalde in zijn kiesdistrict het hoogste aantal stemmen voor Labor en werd fractieleider van de zes Laborverkozenen in het lagerhuis. De vijf andere verkozenen werden vanuit kiesdistricten in de goudvelden verkozen en hadden weinig of geen bestuurservaring. Daglish was op de voorgrond gekomen door op het Laborcongres van 1902 te stellen dat verkozenen een zekere onafhankelijkheid dienden te behouden waarop partijleider Robert Hastie aanbod ontslag te nemen.
Het terugtrekken van de steun van Labor voor de regering van Walter James in augustus 1903 leidde tot verkiezingen in juni 1904. Labor werd met 22 verkozenen de grootste partij. Na heel wat tegenstand werd Daglish op 10 augustus 1904 de eerste Laborpremier van West-Australië. Hij kwam aan het hoofd te staan van een regering die serieuze financiële problemen kende. Daarenboven bestond zijn kabinet voornamelijk uit de onervaren leiders van de elkaar beconcurrerende vakbonden uit de goudvelden. Gelukkig kon hij zijn eigen bevoegdheden kiezen. Naast premier werd hij ook minister van financiën en minister van onderwijs.
Daglish' openingstoespraak viel niet in goede aarde. Hij nam een afwachtende houding aan en stelde, met de financiële problemen in het achterhoofd, weinig hervormingen voor. Een tussentijdse verkiezing liep op verlies voor Labor uit. Daglish diende een overeenkomst te sluiten met enkele onafhankelijke verkozenen om verder te kunnen regeren. Het hogerhuis was de regering niet genegen en verwierp vele hervormingen.
Op 17 augustus 1905 lag een voorstel voor in het parlement om de 'Midland Railway Company' voor AU £ 1,5 miljoen te kopen. De tegenstanders vonden de prijs te hoog en het voorstel werd verworpen. Daarop diende Daglish op 22 augustus het ontslag van zijn regering in en nam op 27 augustus ontslag als partijleider van Labor. Volgens W.D. Johnson was het ontslag eigenlijk een mislukte strategische zet waarbij oppositieleider C.H. Rason erin slaagde onverwacht toch een regering te vormen.
Bij de daaropvolgende verkiezingen in oktober 1905 behield Daglish zijn zetel in het lagerhuis. In augustus 1907 werd hij tot voorzitter van de commissies verkozen. Ook tijdens de verkiezingen van 1908 behield Daglish zijn zetel maar hij leunde nu meer bij het liberale kamp aan. Van september 1910 tot november 1911 was hij minister van openbare werken in de regering van Frank Wilson.
In 1911 verloor Daglish zijn parlementszetel. Hij werd makelaar. In maart 1912 werd hij als werkgeversafgevaardigde in de 'State Arbitration Court' benoemd.

## Nalatenschap
Op 16 augustus 1920 stierf Daglish aan kanker. Hij werd begraven op het congregationalistische deel van het kerkhof van Karrakatta. Daglish liet een echtgenote en twee kinderen na.
In 1928 werd een plaats in de City of Subiaco naar hem vernoemd.
- Australian Dictionary of Biography: daglish-henry-5862
- Trove: 1462179